# Popillia japonica
El escarabajo japonés (Popillia japonica) es una especie de Coleoptera (escarabajo). Mide unos 15 mm de largo y unos 10 mm de ancho, sus élitros son de color cobre iridiscente y su tórax y cabeza son verdes. No es una especie muy destructiva en Japón, donde su población es controlada por la acción de depredadores naturales, sin embargo, en América es una plaga de importancia que afecta a unas 200 especies de plantas, incluidos rosas, vides, lúpulo, caña, lagerstroemias, abedules y tilos, entre otros.
Es un volador torpe, y si golpea contra algún objeto se viene abajo. Por lo tanto, las trampas para el escarabajo japonés consisten de un par de paredes cruzadas con una bolsa o contenedor plástico en la parte inferior, y son atraídos con esencias de flores, feromonas o ambos. Sin embargo, estudios realizados en la Universidad de Kentucky y en la Universidad del Este de Illinois indican que muchas veces los escarabajos que son atraídos hacia las trampas a menudo no son capturados por las mismas, sino que se depositan en plantas en las cercanías, por lo tanto, causando más daños a lo largo de la ruta de vuelo de los escarabajos y en proximidades de la trampa que el daño que hubiera ocurrido si la trampa no hubiera sido colocada.
Más recientemente se han introducido controles biológicos, como los parasitoides, la mosca taquínida Istocheta aldrichi y la avispa Tiphia vernalis.

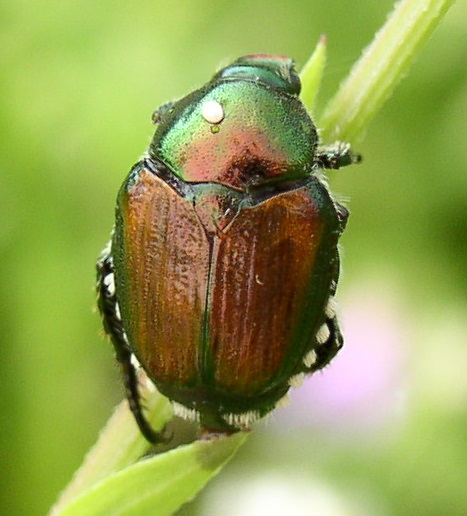
Huevo de Istocheta aldrichi en escarabajo japonés

Los insectos adultos dañan las plantas atacando su follaje, consumen solo el material de las hojas entre medio de las venas, también se pueden alimentar de los frutos de las plantas. Las larvas viven en el suelo y se alimentan de raíces.

## Historia
Tal como indica su nombre, el escarabajo japonés es nativo de Japón. El insecto fue detectado por primera vez en Estados Unidos en 1916 en un vivero cerca de Riverton, Nueva Jersey. Se cree que las larvas del escarabajo entraron a Estados Unidos en un cargamento de bulbos de iris antes de 1912, cuando se comenzó a inspeccionar a los vegetales que llegaban a Estados Unidos. "El primer escarabajo japonés que se descubrió en Canadá fue en el automóvil de un turista en Yarmouth, que llegó a Nova Scotia en ferry desde Maine en 1939. Ese mismo año se capturaron otros tres adultos en Yarmouth y tres en Lacolle en el sur de Quebec". Se continúan extendiendo por Norteamérica y también han llegado a Europa.

## Ciclo de vida

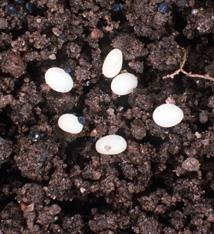
Aglomerado de huevos de escarabajo japonés
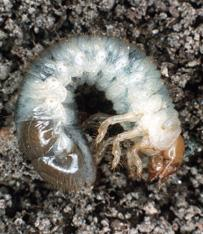
Larva (gusano blanco) de escarabajo japonés
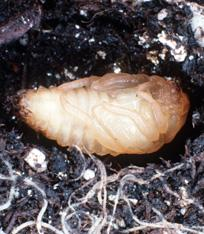
Pupa de escarabajo japonés
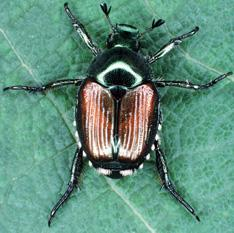
Adulto de escarabajo japonés
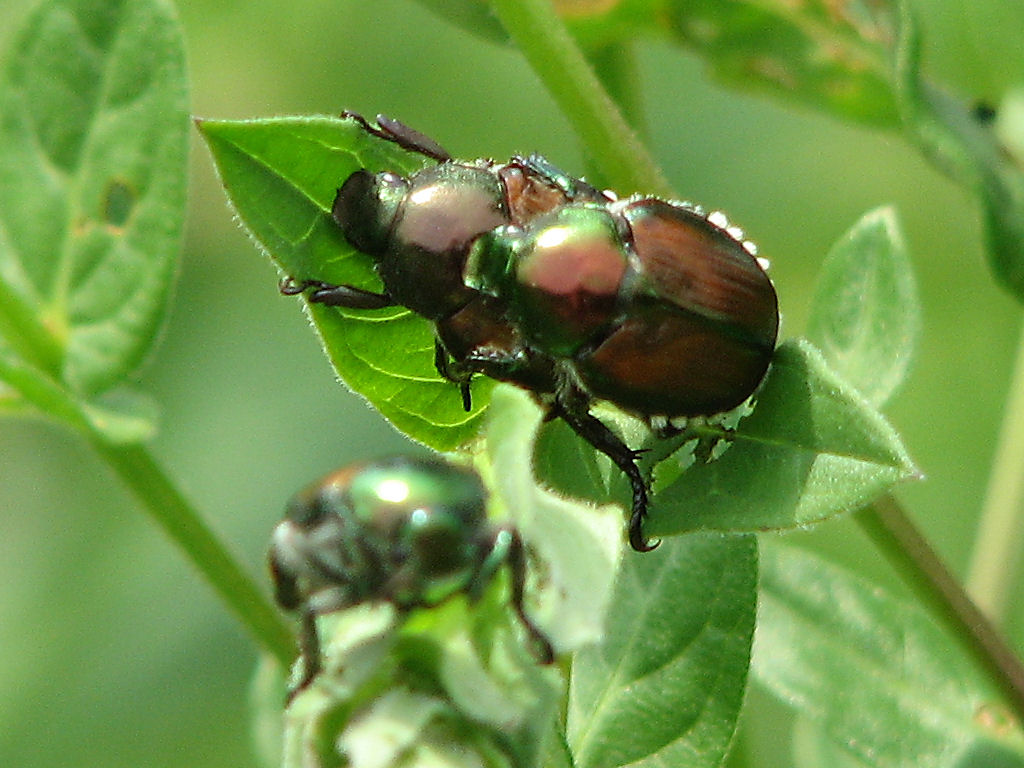
Mating, Ottawa, Ontario, Canadá
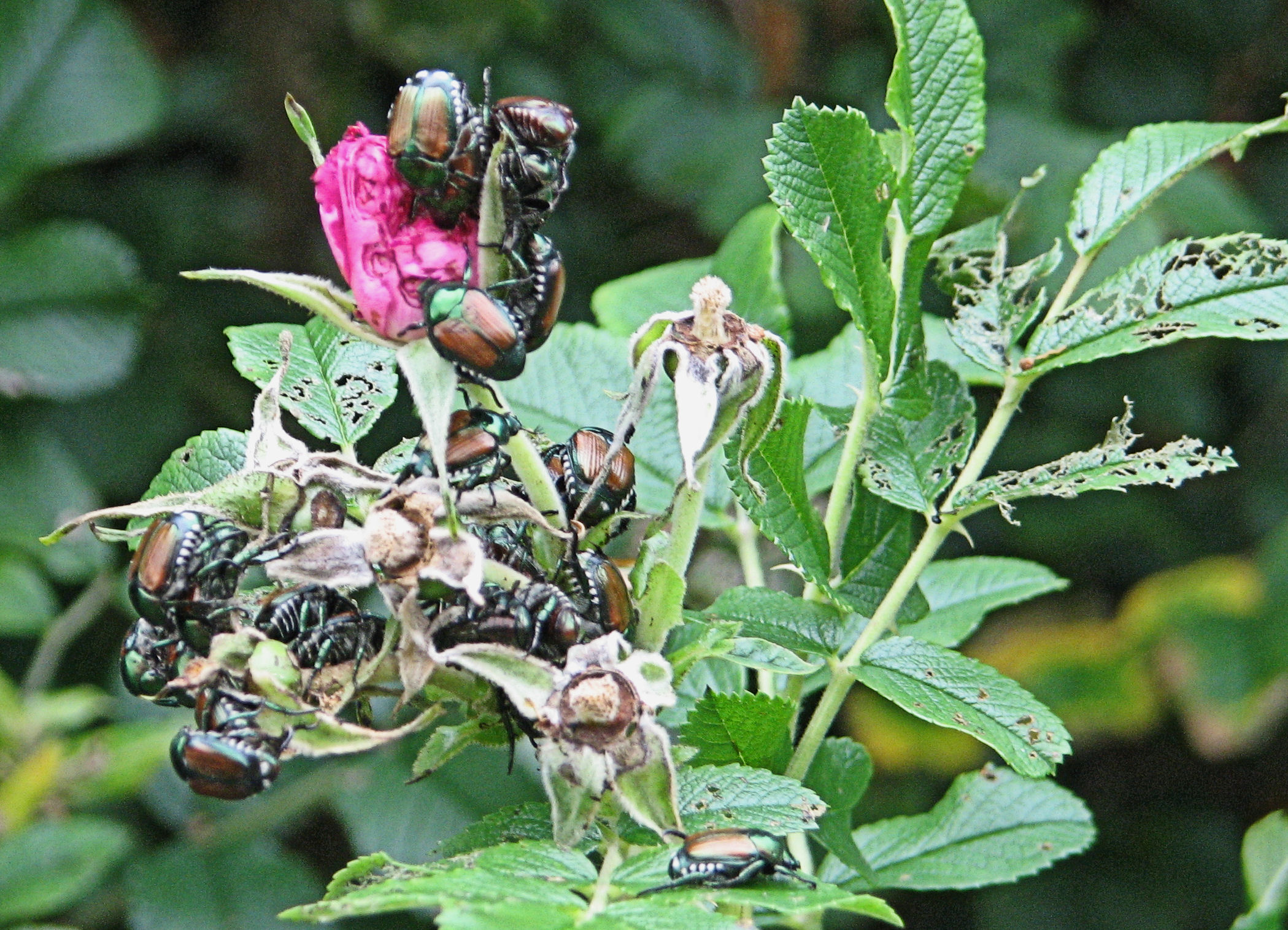
Alimentándose, Ottawa, Ontario, Canadá

El ciclo de vida del escarabajo japonés por lo general dura un año en gran parte de Estados Unidos, pero el mismo puede extenderse en climas más frescos; por ejemplo en el Japón el ciclo de vida del escarabajo es de dos años a causa de las mayores latitudes de las pasturas necesarias para la etapa larval.

## Plantas nutricias
La larvas de escarabajos japoneses se alimentan de las raíces de pastos (Poaceae). Los adultos usan una gran variedad de plantas, incluidas hojas de plantas de los siguientes cultivos:
porotos, frutilla, tomate, pimientos, vid, lúpulo, rosas, cereza, ciruela, pera, duraznos, maíz, arvejas, árboles de abedul, árboles de tilo y de los siguientes géneros:
- Abelmoschus
- Acer
- Aesculus
- Alcea
- Aronia
- Asimina
- Asparagus
- Aster
- Buddleja
- Calluna
- Caladium
- Canna
- Chaenomeles
- Cirsium
- Cosmos
- Dahlia
- Daucus
- Dendranthema
- Digitalis
- Dolichos
- Echinacea
- Hemerocallis
- Heuchera
- Hibiscus
- Humulus
- Hydrangea
- Ilex
- Impatiens
- Ipomoea
- Iris
- Lagerstroemia
- Liatris
- Ligustrum
- Malus
- Malva
- Myrica
- Ocimum
- Oenothera
- Parthenocissus
- Phaseolus
- Phlox
- Physocarpus
- Pistacia
- Platanus
- Polygonum
- Populus
- Prunus
- Quercus
- Ribes
- Rheum (rubarbo)
- Rhododendron
- Rosa
- Rubus
- Salix (sauces)
- Sambucus
- Sassafras
- Solanum
- Syringa
- Thuja
- Tilia
- Toxicodendron
- Ulmus
- Vaccinium
- Viburnum
- Vitis
- Weigelia
- Wisteria
- Zea (maíz)
- Zinnia